# Platina de tricotosa

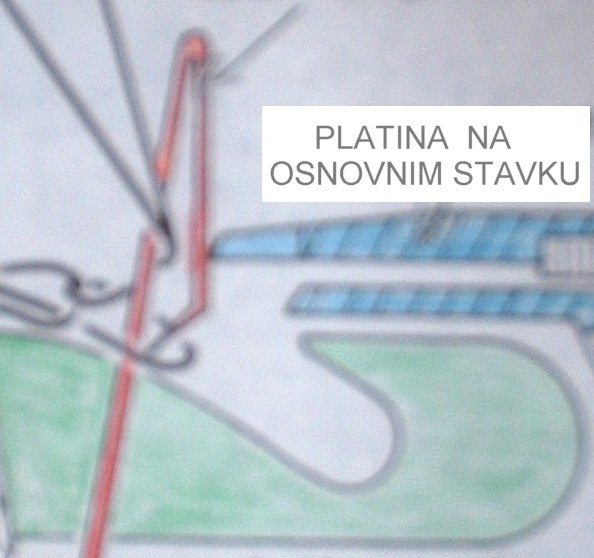

Una platina de tricotosa és una placa d'acer d'un gruix de aprox. 0,3 mm, que en aquestes màquines fa diferents funcions, per exemple, la retracció, distribució dels fils. En el diagrama de l'esquerra es mostra (en verd) la forma d'una platina d'una màquina de teixir per ordit. En el marc de mitja de l'inventor William Lee (1589) el seu ajudant Aston va utilitzar per primera vegada el 1620, una platina que permetia augmentar la densitat de les agulles de llengüeta fins a 16/polzada (sobre 6/cm).

## Tipus
Es coneixen dos tipus de platines en la construcció de màquines de teixir:

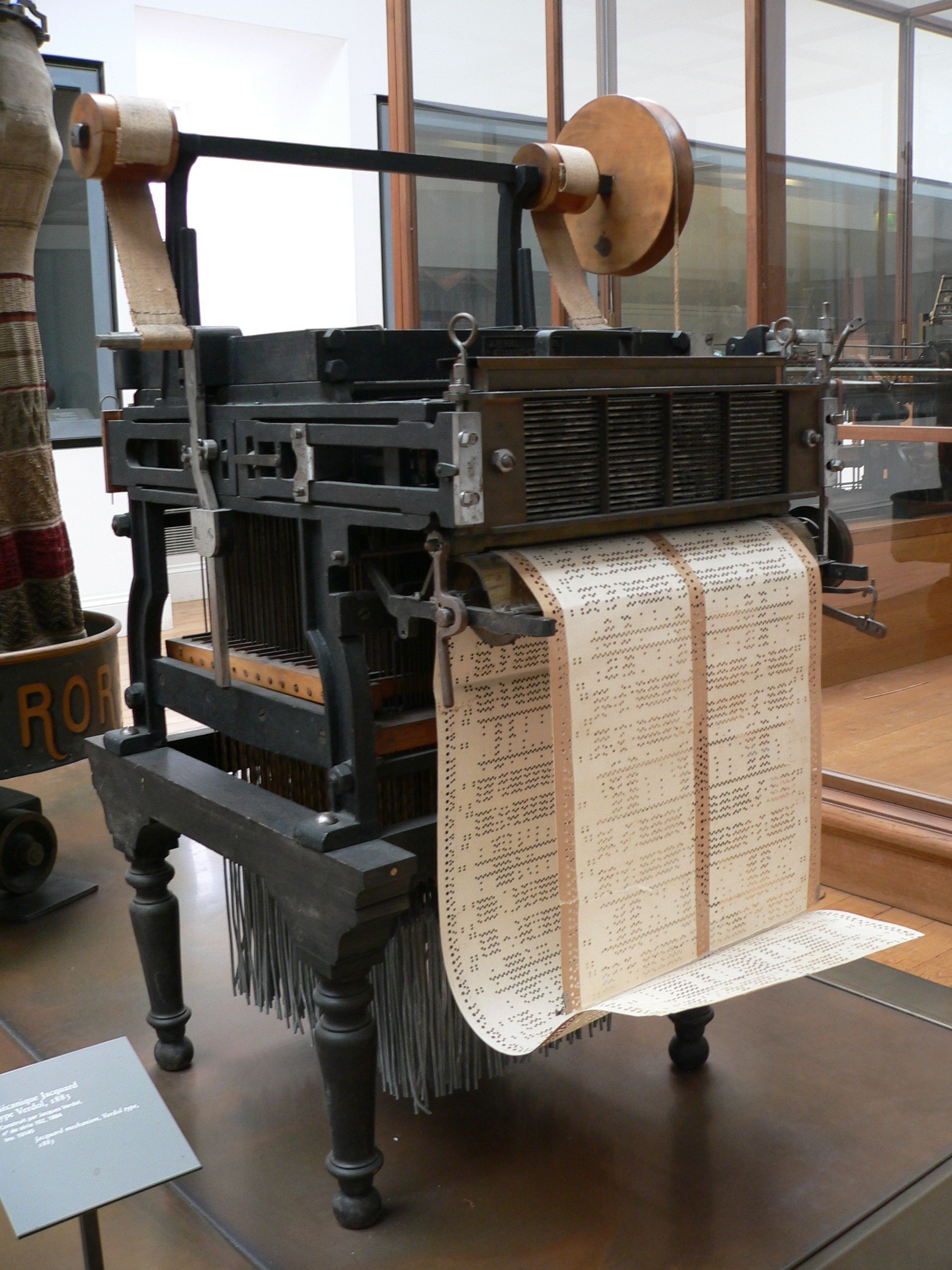
Màquina de jacquard antiga

• Un exemple d'ús de la platina és la formació de malles de platina. Aquestes són connexions entre dos punts adjacents des de dues files consecutives de punts. Depenent del pas de la màquina, una màquina de teixir per ordit es pot equipar amb fins a 1600 platines per metre d'amplada de treball.
• Les platines també tenen ganxos metàl·lics des de la màquina Jacquard que s'utilitzen per controlar els fils individuals del teler. Les màquines jacquard controlades electrònicament poden arribar a funcionar amb 24.000 platines.